# 프리러닝
프리러닝(Freerunning)은 다양한 장애물 및 환경과 상호 작용하여 자신을 표현하는 한 방법이다. 프리러닝을 하는 사람을 '프리 러너(FreeRunner')라고 부른다.
프리 런닝은 뒤집기와 회전 flipping and spinning 을 포함 할 수 있다. 이 운동은 일반적으로 체조, 묘기 Tricking  또는 브레이크 댄싱과 같은 다른 스포츠 기술을 이용하기도 한다. 프리 런너는 여러 풍경에서 자신만의 움직임, 흐름 및 선을 만들 수 있다. 그것은 객관적인 환경에서 창의성을 발휘하는 것이다. 
프리 런을하는 사람들은 '파르쿠르 parkour' 2)라고도 한다.
프리 런은 종종 곡예와 스타일리쉬 한 움직임을 추가하여 파르쿠르와 연관될 수 있으며, 움직임의 예술을 보여준다.
프리 런은 파르 쿠르에서 파생되었지만, 효율성이 아니라, 예술성을 강조하여 멋진 플립과 스타일 곡예를 위한 공간을 제공한다.
프리러너는 다른 사람의 동작을 모방하거나 복제해서는 안되며, 스스로 움직임을 창조해야한다. 프리러닝은 도전과 심미적인 가치를 추구하며 궁극적인 목표는 자기의 완성이다. 파르쿠르와 프리러닝의 가장 큰 차이점은 마음가짐에 있다. 만약 자신이 같은 기술을 사용하더라도 그것이 자신을 표현하기 위한 것이라면 프리러닝이라 할 수 있고, 자신을 훈련하고 단련하기 위한 것이라면 파르쿠르라고 할 수 있다. 

## 역사
프리러닝이라는 단어는 2003년 다큐멘터리 '점프 런던 Jump London'의 제작중 만들어졌으며, 세바스티앙 푸캉(Sebastien Foucan)에 의해 창시된 개념이다. 원래 '파르쿠르 parkour'의 국제적 명칭으로 사용될 예정이었으나, 파르쿠르의 창시자 데이비드 벨(David Belle)과의 사상적 차이로 인해 각자 다른 훈련방식이 되었다.
프리러닝(Freerunning)은 야마카시1)의 멤버였던 세바스티앙 푸캉(Sebastien Foucan)에 의해 창시된 개념이다. Foucan은보다 포괄적인 형태의 파르쿠르 parkour로 프리 런닝을 개발했다.  

## 참고사항
1. 야마카시(Yamakasi)는 프랑스 리스 출신의 파르쿠르 훈련 개발자들의 오리지널 그룹이다. 9명의 설립 멤버는 데이비드 벨(David Belle), 세바스티앙 푸캉(Sébastien Foucan), 차우 벨 딘(Chou belle Dinh), 윌리엄스 벨, 얀 노트라(Yann Hnautra), 로랭 피에몬테시, 갈레인 엔'구바 보옉, 말릭 디우프, 찰스 페리에르이다.
2. 파르쿠르(Parkour)의 효율적인 군사 스타일 장애물 코스 훈련은 파르쿠르를 무기 회피 및 상대에게 효율적으로 접근하는 무술로 발전하게 하였다.

## 같이 보기
- 파쿠르